# Адхам Баба
Дато Шрі Адхам бін Баба (малай. Adham bin Baba, джаві: أدهم بن بابا) , нар. 6 жовтня 1962) — малайзійський лікар і політик, який обіймав посаду міністра науки, технологій та інновацій з 2021 по 2022 рік. Раніше він обіймав посаду міністра охорони здоров'я з 2020 по 2021 роки та депутата парламенту від Тенггари з 2004 по 2008 рік, і знову з 2018 по 2022 рік, раніше був членом законодавчої асамблеї штату Джохор від Паріт-Раджі з 2008 по 2018 рік.
Перед призначенням на міністерські посади з 2004 по 2008 рік Адхам обіймав посаду парламентського секретаря в міністерстві вищої освіти. Він є членом і керівником відділу Тенггара Об'єднаної малайської національної організації, складової частини коаліції Барісан Насіонал.

## Ранні роки життя
Адхам закінчив Університет Малайя зі ступенем бакалавра медицини та хірургії у 1987 році. Після закінчення навчання він з 1988 по 1990 рік працював медичним співробітником у міністерстві охорони здоров'я. У 1990 році Адхам також розпочав приватну практику, де продовжує працювати й натепер. Він має приватну клініку під назвою «Klinik Adham Sdn Bhd» з 18 відділеннями. Він також обіймав кілька керівних посад у пов'язаних з урядом закладах, у тому числі з 2013 до 2018 року був проректором Університету Куала-Лумпура. Крім того, з 2010 по 2015 рік він був головою «UniKL Medical Services Sdn Bhd».

## Політична кар'єра
Адхам Баба вперше почав займатися політикою в 1991 році, обійнявши посаду члена комітету Об'єднаної малайської національної організації від Сенайського відділу. Після цього він почав займати важливі посади в міністерстві, серед них спеціаліст зі спеціальної освіти в міністерстві молоді та спорту з 2000 по 2004 рік.
У 2004 році Адхам був обраний членом парламенту від Тенггара, та був призначений парламентським секретарем міністерства вищої освіти до 2008 року. У 2008 році він був обраний членом Державних зборів від Пасір-Раджа, та був депутатом від цього округу до 2018 року. У 2018 році Адхам Баба боровся за місце в парламенті від Тенггара на парламентських виборах, і переміг.
9 березня 2020 року прем'єр-міністр країни Мухіддін Яссін призначив Адхама Бабу міністром охорони здоров'я. Призначення було зроблено в час, коли в Малайзії розпочалася епідемія COVID-19.

## Скандали та контроверсійні вислови

### Неправильна демонстрація використання медичної маски
13 березня 2020 року Адхам Баба продемонстрував, як носити хірургічну маску з пов'язками на голові під час телевізійної прес-конференції. Проте він показав використання медичної маски неправильно, оскільки не закріпив зав'язки маски належним чином. Згодом його розкритикували за неправильну демонстрацію під час телевізійної прес-конференції, оскільки він на той час був міністром охорони здоров'я.

### Вживання гарячої води як профілактика COVID-19
19 березня 2020 року Адхам під час телевізійного інтерів'ю в телевізійній програмі «Bicara Naratif» повідомив громадськості, що вживання гарячої води допоможе запобігти COVID-19, оскільки вірус потраплятиме в шлунок, а травна кислота вб'є будь-який вірус. Доктор Нур Амаліна Че Бакрі розкритикувала Адхама, заявивши, що немає наукових доказів того, що шлункова кислота може вбити вірус. Всесвітня організація охорони здоров'я і колишній заступник міністра охорони здоров'я доктор Лі Бун Чі також спростували цю заяву, зазначивши, що, незважаючи на те, що зволоження за допомогою питної води є важливим для здоров'я загалом, це не запобігає зараженню коронавірусом, а Лі Бун Чі додав, що «тепла вода, достатньо гаряча, щоб убити вірус, спершу вб'є пацієнта».
Генеральний директор служби охорони здоров'я Малайзії Нур Хішам Абдулла пізніше спростував заяву Адхама, зазначивши, що підхід міністерства охорони здоров'я до лікування та лікування пацієнтів завжди ґрунтується на наукових доказах.

### Політичний пост на сторінці МОЗ у Facebook
15 квітня 2020 року офіційна сторінка міністерства охорони здоров'я Малайзії у Facebook опублікувала допис зі сторінки Facebook «Друзі Адхама Баби», у якому вихвалявся внесок Адхама в боротьбу з поширенням COVID-19, водночас стверджуючи, що попередній склад уряду був неефективним у боротьбі з епідемією COVID-19. Публікація була видалена після того, як викликала критику з боку користувачів мережі, і багато хто казав, що попередній склад уряду лише випадково не був залучений до боротьби з епідемієюна початку 2020 року, і що міністерство мало залишатися нейтральним і аполітичним.

### Заява про телефонну конференцію ВООЗ із 500 країнами
18 квітня 2020 року Адхам помилково стверджував, що брав участь у відеоконференції Всесвітньої організації охорони здоров'я із «понад 500 країнами» під час прямої сесії у Facebook із президентом ОМНО Ахмадом Західом Хаміді. Адхам також стверджував, що він впевнений, що його досягнення на посаді міністра охорони здоров'я були визнані у всьому світі. Користувачі мережі в Твіттері звернули увагу, і висміяли Адхама Бабу за твердження про «500 країн». Наступного дня він визнав, що помилився щодо «500 країн», коли мав на увазі, що у відеоконференції взяли участь 500 учасників із 50 країн. Пізніше це було підтверджено даними з офіційної сторінки міністерства охорони здоров'я Малайзії у Facebook, яка показала 27 березня, що відеоконференція ВООЗ, про яку йшла мова, охопила майже 500 учасників (498 учасників, показаних у фотодокази відеоконференції Zoom, організованої ВООЗ), однією з яких був центр кризової готовності та реагування міністерства охорони здоров'я Малайзії.

### Критика з боку попередника
Дзулкефлі Ахмад закликав свого наступника Адхама Бабу та двох його заступників взяти на себе відповідальність за прийняття рішень у міністерстві або піти у відставку. Дзулкефлі сказав, що багатьох збентежило те, що генеральний директор служби охорони здоров'я Нур Хішам Абдулла підкреслив, що він був лише «посланцем», і не надав наукового пояснення рішень міністерства. Дзулкефлі стверджував, що Малайзія втратила політичне лідерство. Країною керували «майже автоматично» після того, як коаліція Мухіддіна Яссіна, створеного блоком Перікатан Насіонал, змістила попередній в 2020 році. Він підкреслив, що Адхам разом зі своїми заступниками доктором Нуром Азмі Газалі та Аароном Аго Дагангом повинні працювати в команді з бюрократами та технократами міністерства охорони здоров'я. «Ви повинні бачити, не бійтеся отримувати критику, і не намагайтеся тільки отримувати похвали», — сказав він. Доктор Дзулкефлі сказав, що уряд вирішив прийняти багато рекомендацій, висунутих групою експертів у відкритому листі, адресованому Мухіддіну. Пропозиція передбачала інструктування пацієнтів із COVID-19 із незначними симптомами або без них для самоізоляції вдома замість госпіталізації. «Нам насправді не потрібно використовувати надзвичайні правила для „націоналізації“ закладів (приватних лікарень), щоб отримати до них доступ. Міністерство охорони здоров'я може збільшити навантаження на наші державні лікарні», — сказав Дзулкефлі.

### Помилка зі «шпанською мушкою»
12 липня 2021 року Адхам Баба двічі помилково згадав про «шпанську мушку» стосовно пандемії іспанського грипу. У його повідомленні «шпанська мушка» призвела до 1 мільйона смертей у 1918 та 1919 роках, але пандемія COVID-19 була гіршою, оскільки вона призвела до 2,8 мільйонів смертей у всьому світі. Зрозумівши свою помилку, він виправив «шпанську мушку» на «іспанський вірус». Дійсна кількість смертей від пандемії 1918—1919 років становила 20-50 мільйонів.
Колишній прем'єр-міністр країни Мохамад Махатхір сказав, що для досвідченого лікаря незвично не знати різниці між страшним іспанським грипом і шпанською мушкою.

## Особисте життя
Адхам раніше був одружений з Тайба Табрані, і має 5 дітей, з яких 2 усиновлені. 23 квітня 2007 року в дружини Адхама стався приступ астми, і знепритомніла вдома від дихальної недостатності. Пізніше її терміново доставили до лікарні, де вона померла. У той час Адам перебував в Окленді, виконуючи службові обов'язки, але, почувши трагічну новину, скоротив свою поїздку та негайно відбув додому.